# 寿司 虚空編
『寿司 虚空編』（すし こくうへん）は、小林銅蟲による日本の漫画作品。巨大数について解説する巨大数漫画。
『裏サンデー』（小学館）のU-2リーグで2013年9月11日から連載が始まり、2014年12月のU-2リーグ終了に伴って一旦終了したが、2015年4月に『MANGA pixiv』に移籍し再開した。小林の前作「ラスボス刑事 旅情編」と世界線を共有しており、ラスボス刑事が登場する。本作より後発でMANGA pixivに並行して連載されていた作品『さいはて -Daydream Attractor-』の第6話と、再開直後の本作の第7話は、両作のキャラクターが登場する同一の内容となっている。
寿司屋の店主らが業務をおざなりにして巨大数の解説をすることが基本的な展開となっている。
巨大数研究者のフィッシュによって提唱された巨大数・ふぃっしゅ数のバージョン間の関係を解説した10話まで連載され、その後は発表されておらず、未完の状態となっている。小林自身は巨大数に常に進展があるため全体の総括をして完結させることが難しいとしている。

## 背景
単行本に、本作が誕生した経緯を説明した「寿司 ラスボス刑事編」が収録されている。虚実混交した内容だが、これとインタビューによれば次のような経緯である。裏サンデーの「連載投稿トーナメント」に投稿し2位を獲得した「ラスボス刑事 旅情編」が寿司屋に入るシーンで終わっていて、それまでの「ラスボス刑事」の路線を踏襲するよりも連載では寿司漫画を始めようと考え、「ラスボス刑事 寿司編」のアイデアが生まれた。しかし当時の小林はカウンター式の店で寿司を食べたことがないなど話題のストックに乏しく、すぐに行き詰まった。かねてから愛好していた巨大数のうち、グラハム数の定義を書いていると興奮し、「寿司」の意匠はそのままに巨大数をテーマにした漫画にすることを思いついた。

## 登場人物
カッコ内は読み仮名。

### 鮔寿司
親方
寿司屋・鮔寿司（ごりずし）の店主で、巨大数に関心がある。
マシモ
鮔寿司の住み込みの職人。幼少時に鮔寿司を一人で訪れて以来、親方から寿司というよりは巨大数の手ほどきを受け、「親方」と呼ぶ。巨大数に関心がある。
孑孑 うるか（ぼうふら うるか）
親方の一人娘で、霊体。マシモが親方と初めて出会った回想では実体だったが、この間に何が起こったのかは不明。他のキャラクターに比べやや薄く描かれており、4話までは周囲に火の玉のようなものが生じている。巨大数に関心がある。

## 書誌情報
- 小林銅蟲 『寿司 虚空編』三才ブックス〈単行本〉、2017年8月10日発行（同日発売[5]）、ISBN 978-4-86199-989-5

## 評価
連載当初から、寿司というタイトルの漫画であるにも関わらず、寿司ではなく巨大数について解説するシュールさが話題を読んだ。
単行本が発売された際には漫画家のONEが本作を推薦している。
この作品によって日本に”巨大数ブーム”がもたらされたと評されるなど、巨大数コミュニティに大きな影響を与えた。詳しくは小林銅蟲を参照。

## その他
小林はドキュメンタリー番組のザ・ノンフィクションから取材を受けており、本作については6話の制作時に取材を受けている。寿司と数学とプロレスに脈絡がない上に小林の説明が素っ気なく、やり取りが要領を得ないものになっており、画像がSNS上で拡散されるなど話題となった。